# Moulin de Négreville
Le moulin de Négreville est un édifice situé à Négreville, en France.

## Localisation
Le monument est situé dans le département français de la Manche, à 350 mètres au nord de l'église Saint-Pierre de Négreville.

## Architecture
Le moulin avec son mécanisme est inscrit au titre des monuments historiques depuis le 27 mai 1975.